# Journey to Xibalba
Journey to Xibalba es el noveno episodio de la tercera temporada y vigésimo noveno episodio a lo largo de la serie de drama y ciencia ficción de TNT, Falling Skies; fue escrito por Bradley Thompson y David Weddle y dirigido por Jonathan Frakes y salió al aire el 28 de julio de 2013 en Estados Unidos.
Tom descubre información confidencial sobre el corazón de la operación extraterrestre. Mientras tanto, Charleston se prepara para lanzar una ofensiva contra los Espheni, pero una explosión masiva la interrumpe y la identidad del espía es finalmente descubierta, pero no antes de que más sangre haya sido derramada.

## Argumento
Tom se las arregla para llegar a Charleston, lugar donde revela las muertes de Anne y Alexis, así como el hecho de que la torre de Boston está vulnerable para un ataque y que deberían volverla su próximo objetivo. Sin embargo, su mayor motivación es vengarse de Karen. Desafortunadamente, el complejo Volm es destruido en una explosión masiva, con Cochise siendo el único sobreviviente. Weaver y Peralta sospechan que esto es obra del espía. Mientras tanto, un muy malherido Cochise le comenta a Tom que eventualmente se regenerará de sus heridas con el tiempo. Lourdes escucha esta conversación e intenta asesinar Cochise.
Lourdes planta una nueva bomba que causa muchos daños en buena parte de Charleston, provocando muchos derrumbes y bloqueando todas las salidas. Hal y Maggie quedan atrapados en el arsenal, y morirían asfixiados de no ser por la intervención de Ben y Matt. Hal se percata de que Maggie está enfadada con él desde que decidió ir en busca de Anne y Alexis sin llevarla con él, y se reconcilia con ella al prometerle que la dejará acompañarlo en la cacería de Karen.
Por otra parte, Tom descubre a Lourdes como la espía cuando la joven doctora revela que sabe que la muerte de Anne ocurrió en Boston. A causa de esto, Lourdes es detenida antes de lograr su objetivo de acabar con Cochise. Tom toma el arma de Lourdes y la usa para crear un agujero en una de las salidas, creando una ruta de escape. Poco después, Tom habla con un recuperado Cochise y le asegura que incluso con el complejo destruido y el resto de los Volm muertos, la propia arma debería seguir intacta. Sólo necesitan cavar profundo y descubrir la manera de usarla, diciéndole que el Dr. Kadar podría aprender a utilizarla.

## Elenco
| - Noah Wyle como Tom Mason. - Drew Roy como Hal Mason. - Connor Jessup como Ben Mason. - Maxim Knight como Matt Mason. - Seychelle Gabriel como Lourdes Delgado. - Sarah Sanguin Carter como Maggie. - Mpho Koahu como Anthony. - Colin Cunningham como John Pope. - Doug Jones como Cochise. - Will Patton como Coronel Weaver. | - Laci Mailey como Jeanne Weaver. - Brad Kelly como Lyle. - Gloria Reuben como Marina Perlata. - Dale Dye como el General Jim Porter. - Robert Sean Leonard como Roger Kadar. |

## Continuidad
- El Dr. Roger Kadar y Jeanne Weaver fueron vistos anteriormente en Search and Recover.

- Jeanne aparece en la realidad alternativa con la que Karen tortura a Tom para obtener cuál base atacaría la resistencia en Strange Brew.

- Cochise fue visto anteriormente en The Pickett Line.

- Doug Jones aparece en la realidad alternativa de Strange Brew como el Dr. C, una referencia a Cochise.

- Tom regresa a Charleston.
- El complejo de los Volm es destruido.
- Anthony revela sufrir de claustrofobia.
- Lourdes es expuesta como la espía de los Espheni.

## Recepción

### Recepción de la crítica
Meredith Jacobs de Examiner le dio al episodio cinco estrellas y comentó: "Journey to Xibalba tuvo todo lo necesario y más para llevarnos al gran final de la que fácilmente ha sido la mejor temporada hasta ahora", profundizando sobre el tema: "toda la temporada hemos tenido referencias a episodios de las temporadas 1 y 2, y eso continuó en este episodio". Además, señala los puntos fuertes del episodio, comentando: "Esta temporada ha sido buena para las conversaciones entre Ben y Matt mientras Hal ha estado ocupado siendo malvado y luego lidiando con las consecuencias. Un extraño momento de compasión de Pope es cuando asegura a Weaver que su hija Jeanne está a salvo en la cafetería, que tiene bastante sentido después de las recientes conversaciones entre ambos", y finaliza: "También descubrimos un poco del pasado de Anthony, aunque pareció algo al azar. Es casi como si mataran dos pájaros de un tiro y le dieran algo de historia a dos personajes con los que no habían hecho mucho -Anthony liderando la investigación para descubrir al espía y Lourdes siendo el espía".
En Estados Unidos, Journey to Xibalba fue visto por 3.05 millones de espectadores, de acuerdo con Nielsen Media Research.